# Villa La Reine Jeanne
La villa La Reine Jeanne est une imposante maison de villégiature, construite en 1933 par l'architecte américain Barry Dierks pour l'industriel Paul-Louis Weiller.
Située sur un terrain de 70 hectares du hameau de Cabasson, proche du cap Bénat, dans la commune de Bormes-les-Mimosas (Var), cette propriété voisine du fort de Brégançon a reçu la visite d'innombrables célébrités, vedettes, écrivains, souverains et chefs d'État parmi lesquels Charlie Chaplin, Richard Nixon, Juan Carlos d'Espagne ou encore Georges Pompidou.

## Historique

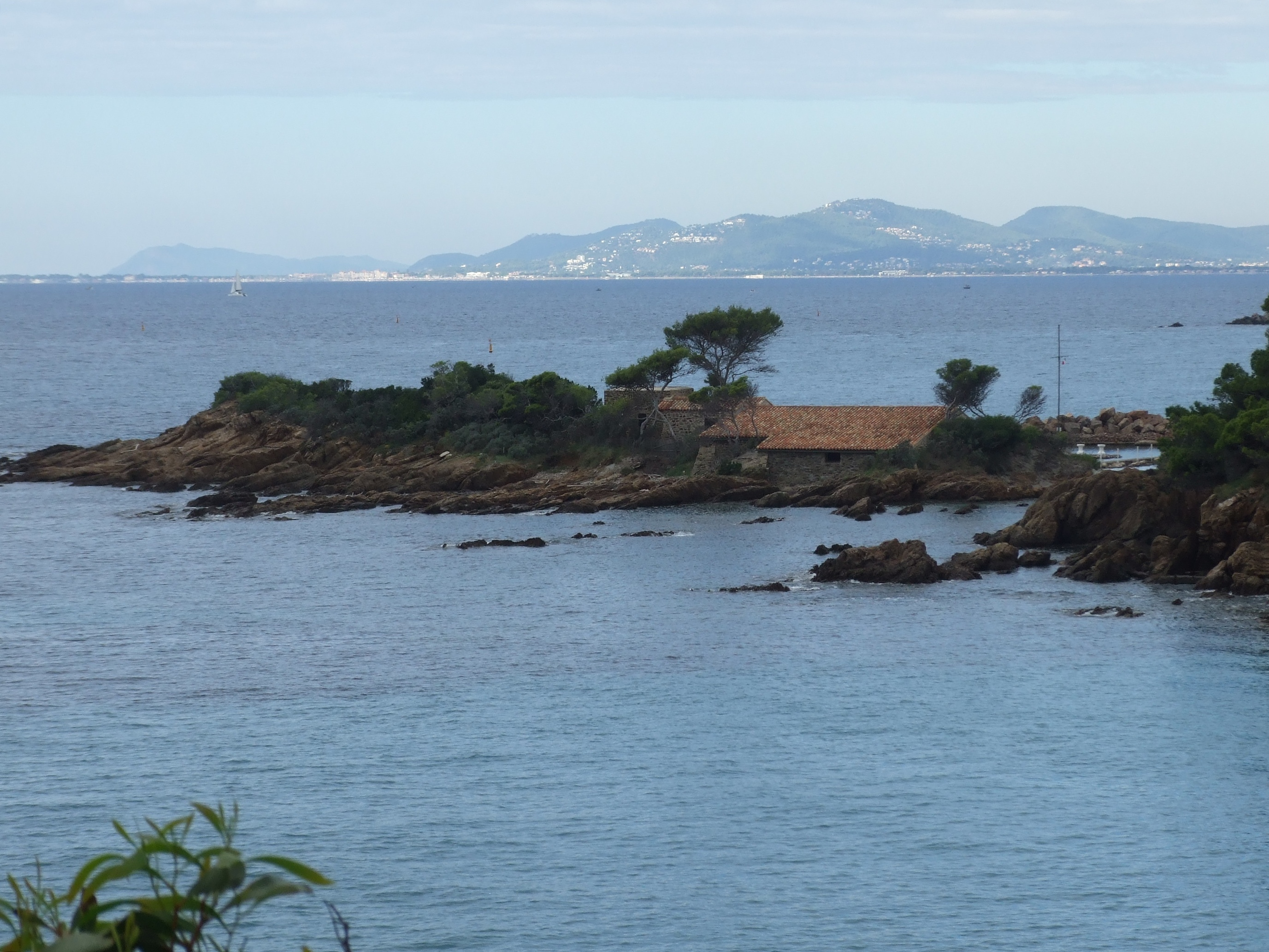
Pointe de la Galère, et port de La Reine Jeanne.

Au milieu des années 1920, à la recherche d'un terrain pour établir sa résidence d'été, Paul-Louis Weiller explore la Côte d'Azur aux commandes d'un avion. Il découvre le site de la pointe de la Galère sur le hameau de Cabasson, à Bormes-les-Mimosas.
Le lieu dont il fait l'acquisition s'étend sur 70 hectares, une forêt de pins et de chênes-lièges près d'une plage où, en 1347, a débarqué la reine Jeanne de Naples, comtesse de Provence. À sa demande, l'architecte Barry Dierks construit à cet endroit, en 1928, une villa moderniste pouvant loger une trentaine de personnes.

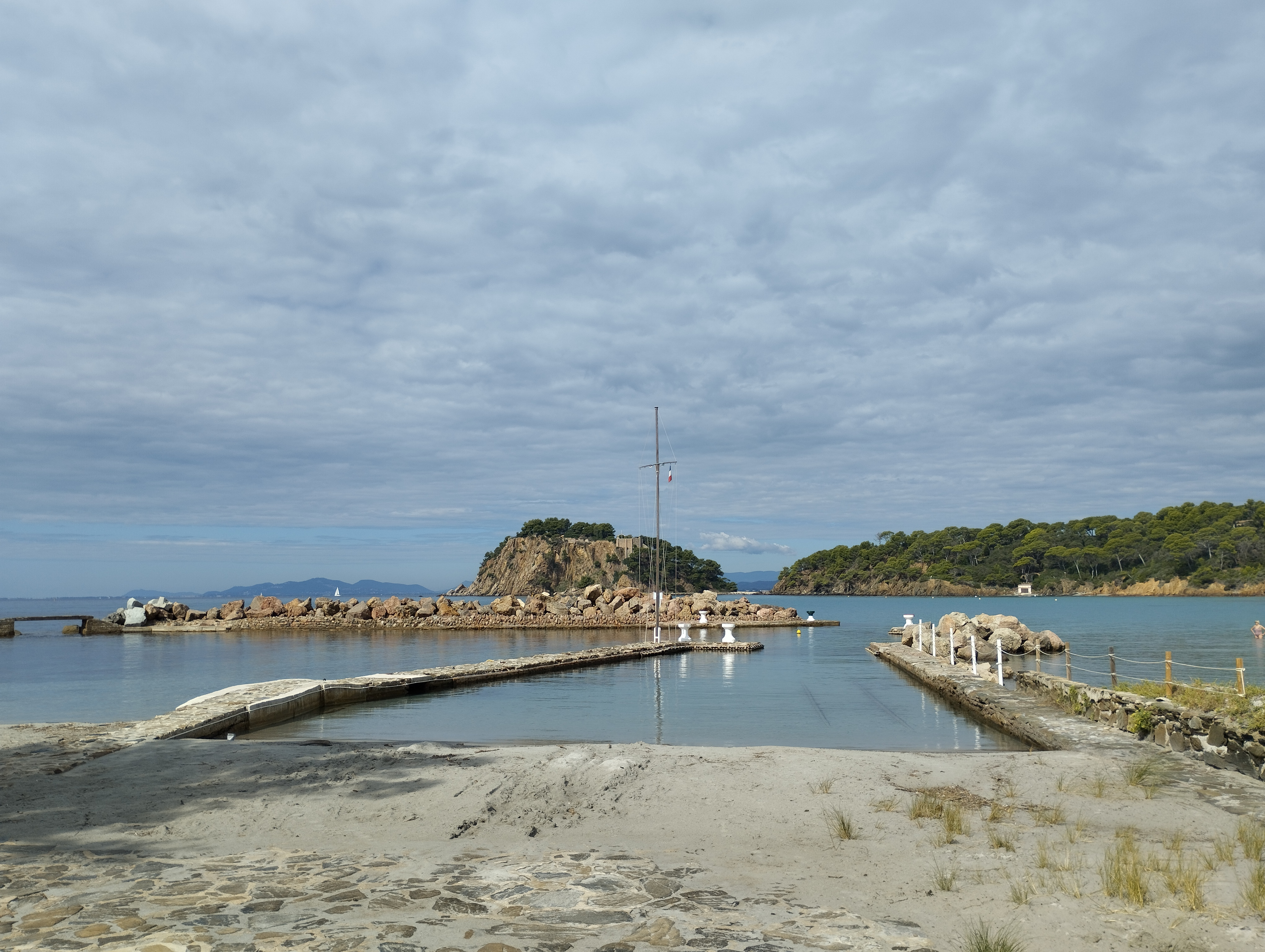
Port de La Reine Jeanne, et fort de Brégançon en arrière plan.

Jusqu'en 1992, soit un an avant sa mort à l'âge de cent ans, Paul-Louis Weiller reçoit à La Reine Jeanne têtes couronnées, vedettes de cinéma, célébrités des arts et lettres, chefs d'État, princes de la finance et grands industriels. L'été 1969, le président Georges Pompidou, en vacances au fort de Brégançon, vient régulièrement dîner en voisin.
Il en va de même du grand-duc Jean de Luxembourg dont la propriété de La Tour sarrasine est mitoyenne. C'est à Cabasson que son fils cadet Guillaume, prince de Luxembourg, rencontre la petite-fille de Paul-Louis Weiller, Sybilla, qu'il épouse en 1994.

## Invités
Parmi les invités notables de la propriété :
- Juan Carlos Ier d'Espagne
- Elizabeth Taylor
- Richard Burton
- Charlie Chaplin
- Xavier Brandeis
- Margrethe II de Danemark
- Baudouin de Belgique
- Juliana des Pays-Bas
- Gustave VI Adolphe de Suède
- Jean de Luxembourg
- Douglas Fairbanks
- Yul Brynner
- Laurence Olivier
- Aristote Onassis
- Jean Seberg
- Vivien Leigh
- Merle Oberon
- Prince Achille Murat
- Prince et Princesse Lucien Murat
- Marie Laure
- Óscar Domínguez
- Ned Rorem
- Greta Garbo
- Jean-Paul Belmondo
- Roger Vadim
- Otto Preminger
- Paul Morand
- Paul Claudel
- André Maurois
- Aldous Huxley
- Maurice Genevoix
- Jean d'Ormesson
- Paul Getty
- Vincent Auriol
- Paul Reynaud
- Georges Pompidou
- Valéry Giscard d'Estaing
- Richard Nixon
- Herbert von Karajan
- Georges Auric
- Christiaan Barnard
- Maurice Herzog